# Metalectra tanamensis
Metalectra tanamensis là một loài bướm đêm trong họ Erebidae.